# Gerbillurus vallinus
Gerbillurus vallinus es una especie de roedor de la familia Muridae.

## Distribución geográfica
Se encuentra en Namibia y Sudáfrica.

## Hábitat
Su hábitat natural son: sabanas áridas, campos de gramíneas, de clima templado, y desiertos cálidos.

## Estado de conservación
Se encuentra amenazada por la pérdida de su hábitat natural.